# Wolfsberger Athletiksport-Club 2021-2022
Questa voce raccoglie le informazioni riguardanti il Wolfsberger Athletiksport-Club nelle competizioni ufficiali della stagione 2021-2022.

## Stagione
In estate la squadra viene affidata al tedesco Robin Dutt (ex tecnico di Bochum, Werder Brema e Bayer Leverkusen). La rosa perde il suo capocannoniere, Dejan Joveljić, che rientra all'Eintracht Francoforte per fine prestito; inoltre non vengono rinnovati i contratti di Nemanja Rnić, Mario Pavelić e Tarik Muharemović.
Vengono acquistati il terzino Amar Dedić in prestito dal Salisburgo e gli svincolati David Gugganig dal WSG Swarovski Tirol e Tai Baribo dal Maccabi Petah Tiqwa. A fine mercato viene prelevato il trequartista Augustine Boakye dai ghanesi del WAFA.
In luglio la squadra supera agevolmente il primo turno di coppa nazionale superando con un netto 3-0 il Wiener.
Dopo un inizio di campionato incerto, con 9 punti in 9 partite con alcune pesanti sconfitte (4-1 casalingo contro lo Sturm Graz e 3-0 in trasferta a Vienna contro il Rapid), oltre ad una rimonta da 0-3 a 3-3 (subita in casa del Ried), da ottobre la squadra colleziona molti risultati positivi, vincendo il derby della Carinzia contro l'Austria Klagenfurt ed agganciando le zone alte della classifica.
Il 12 febbraio, con la vittoria nella diciannovesima giornata contro il Ried, si qualifica con tre turni di anticipo alla fase per il titolo di campionato e per i posti qualificazione alle competizioni europee, tuttavia un nuovo calo di forma, con 7 sconfitte nelle successive 8 partite porta la squadra a perdere contatto con le prime posizioni, riuscendo comunque nelle ultime giornate ad agganciare un quarto posto finale valevole per i preliminari di UEFA Europa Conference League
In coppa i lupi superano con ampio scarto il Siegendorf (1-6) ed ai tempi supplementari il Lafnitz ed il Floridsdorfer, prima di fermarsi alle semifinali dove il confronto casalingo con il Salisburgo viene deciso solo ai calci di rigore.

## Rosa
| N. |                    | Ruolo | Calciatore          |
| -- | ------------------ | ----- | ------------------- |
| 3  | Svezia (bandiera)  | D     | Gustav Henriksson   |
| 4  | Austria (bandiera) | D     | David Gugganig      |
| 6  | Austria (bandiera) | C     | Nikolas Veratschnig |
| 7  | Israele (bandiera) | C     | Eliel Peretz        |
| 8  | Senegal (bandiera) | A     | Cheikhou Dieng      |
| 9  | Croazia (bandiera) | A     | Dario Vizinger      |
| 10 | Austria (bandiera) | C     | Michael Liendl      |
| 11 | Israele (bandiera) | A     | Tai Baribo          |
| 16 | Austria (bandiera) | C     | Mario Leitgeb       |
| 17 | Austria (bandiera) | D     | Jonathan Scherzer   |
| 18 | Austria (bandiera) | A     | Thorsten Röcher     |
| 19 | Austria (bandiera) | C     | Sven Sprangler      |
| 20 | Ghana (bandiera)   | C     | Augustine Boakye    |
| 21 | Austria (bandiera) | P     | David Skubl         |

| N. |                                 | Ruolo | Calciatore             |
| -- | ------------------------------- | ----- | ---------------------- |
| 22 | Austria (bandiera)              | D     | Dominik Baumgartner    |
| 23 | Austria (bandiera)              | C     | Lukas Schöfl           |
| 24 | Austria (bandiera)              | C     | Christopher Wernitznig |
| 25 | Austria (bandiera)              | D     | Fabian Tauchhammer     |
| 27 | Austria (bandiera)              | D     | Michael Novak          |
| 29 | Austria (bandiera)              | P     | Manuel Kuttin          |
| 30 | Austria (bandiera)              | C     | Matthäus Taferner      |
| 31 | Austria (bandiera)              | P     | Alexander Kofler       |
| 33 | Austria (bandiera)              | C     | Kai Stratznig          |
| 34 | Austria (bandiera)              | A     | Marcel Holzer          |
| 44 | Georgia (bandiera)              | D     | Luka Lochoshvili       |
| 77 | Bosnia ed Erzegovina (bandiera) | D     | Amar Dedić             |
| 97 | Austria (bandiera)              | C     | Adis Jasic             |

## Risultati

### Bundesliga
| Arbitro: | Christopher Jäger |

|          |           |                   |
| Pink 90’ | Marcatori | Liendl 26’ (rig.) |

| Arbitro: | Harald Lechner |

|                 |           |                                                            |
| Baumgartner 15’ | Marcatori | Wüthrich 25’ Kiteishvili 31’ Jantscher 32’ Affengruber 37’ |

| Arbitro: | Alexander Harkam |

|                       |           |  |
| Fountas 22’, 52’, 53’ | Marcatori |  |

| Arbitro: | Christian Petru Ciochirca |

|                 |           |                    |
| Baribo 33’, 66’ | Marcatori | Koch 5’ Anselm 60’ |

| Arbitro: | Rene Eisner |

|                                           |           |  |
| Dedić 20’ Liendl 45+3’ (rig.) Dieng 90+1’ | Marcatori |  |

| Arbitro: | Andreas Heiß |

|          |           |                       |
| Nuhiu 5’ | Marcatori | Baribo 43’ Röcher 44’ |

| Arbitro: | Julian Weinberger |

|           |           |                                        |
| Dedić 51’ | Marcatori | Rotter 7’ Belaković 18’ Schmerböck 89’ |

| Arbitro: | Sebastian Gishamer |

|                                         |           |                                  |
| Wießmeier 62’ Mikić 72’ Wießmeier 90+4’ | Marcatori | Peretz 19’ Röcher 25’ Baribo 57’ |

| Arbitro: | Josef Spurny |

|  |           |                        |
|  | Marcatori | Onguéné 15’ Okafor 51’ |

| Arbitro: | Stefan Ebner |

|            |           |  |
| Baribo 44’ | Marcatori |  |

| Arbitro: | Andreas Heiß |

|  |           |            |
|  | Marcatori | Baribo 56’ |

| Arbitro: | Christian Petru Ciochirca |

|                       |           |               |
| Röcher 16’ Liendl 52’ | Marcatori | Andersson 46’ |

| Arbitro: | Markus Hameter |

|  |           |                                         |
|  | Marcatori | Liendl 16’ Dante 64’ (aut.) Dieng 90+4’ |

| Arbitro: | Alexander Harkam |

|                                               |           |          |
| Jasic 22’ Gugganig 31’ Dieng 45+1’ Peretz 63’ | Marcatori | Aiwu 33’ |

| Arbitro: | Rene Eisner |

|                                                           |           |            |
| Vrioni 26’, 86’ Sabitzer 38’ Kofler 62’ (aut.) Müller 77’ | Marcatori | Peretz 45’ |

| Arbitro: | Daniel Pfister |

|  |           |                   |
|  | Marcatori | Liendl 82’ (rig.) |

| Arbitro: | Stefan Ebner |

|                                    |           |  |
| Baribo 38’ Vizinger 70’ Peretz 77’ | Marcatori |  |

| Arbitro: | Harald Lechner |

|                               |           |                         |
| Avdijaj 35’ Sonnleitner 90+2’ | Marcatori | Baribo 16’ Vizinger 20’ |

| Arbitro: | Gerhard Grobelnik |

|                               |           |           |
| Gragger 10’ (aut.) Baribo 47’ | Marcatori | Bajic 39’ |

| Arbitro: | Rene Eisner |

|                            |           |  |
| Sucic 90+3’ Aaronson 90+5’ | Marcatori |  |

| Arbitro: | Sebastian Gishamer |

|              |           |  |
| Grunwald 57’ | Marcatori |  |

| Arbitro: | Harald Lechner |

|            |           |  |
| Rocher 52’ | Marcatori |  |

| Arbitro: | Alexander Harkam |

|                        |           |            |
| Djuricin 13’ Keles 47’ | Marcatori | Liendl 26’ |

| Arbitro: | Alan Kijas |

|            |           |                                                   |
| Peretz 85’ | Marcatori | Okafor 15’ Adamu 27’ Kristensen 36’ Kjærgaard 68’ |

| Arbitro: | Harald Lechner |

|  |           |                          |
|  | Marcatori | Sarkaria 26’ Højlund 48’ |

| Arbitro: | Walter Altmann |

|                          |           |              |
| Zimmermann 38’ Savic 80’ | Marcatori | Taferner 75’ |

| Arbitro: | Josef Spurny |

|            |           |                         |
| Liendl 16’ | Marcatori | Andersson 3’ Jaritz 17’ |

| Arbitro: | Rene Eisner |

|               |           |                             |
| Pink 23’, 54’ | Marcatori | Leitgeb 37’ Peretz 47’, 73’ |

| Arbitro: | Markus Hameter |

|              |           |           |
| Vizinger 64’ | Marcatori | Jukic 51’ |

| Arbitro: | Daniel Pfister |

|                                     |           |  |
| Adeyemi 2’, 37’ Adamu 31’ Solet 84’ | Marcatori |  |

| Arbitro: | Alan Kijas |

|            |           |                                                   |
| Ljubic 55’ | Marcatori | Lochoshvili 8’ Baribo 19’ Liendl 25’ Vizinger 76’ |

| Arbitro: | Manuel Schüttengruber |

|                      |           |           |
| Baribo 74’ Jasic 76’ | Marcatori | Grüll 36’ |

### Coppa d'Austria
| Arbitro: | Alan Kijas |

|  |           |                                     |
|  | Marcatori | Dedić 18’ Scherzer 32’ Vizinger 60’ |

| Arbitro: | Harald Lechner |

|           |           |                                                                                 |
| Secco 34’ | Marcatori | Baribo 8’ Taferner 14’ Taferner 18’ Baumgartner 28’ Boakye 82’ Dieng 87’ (rig.) |

| Arbitro: | Arnes Talic |

|                                                 |           |                                                                             |
| Wendler 23’ Baumgartner 25’ (aut.) Schriebl 68’ | Marcatori | Taferner 19’ Vizinger 38’ Wernitznig 77’ Baumgartner 113’ Wernitznig 120+3’ |

| Arbitro: | Alexander Harkam |

|                                                |           |                               |
| Baribo 34’ Vizinger 46’ Röcher 118’ Jasic 120’ | Marcatori | Oliveira 20’ Rechberger 90+6’ |

| Arbitro: | Markus Hameter |

|                                              |                      |                                            |
| Taferner 3’                                  | Marcatori            | Sesko 77’                                  |
| Leitgeb Wernitznig Peretz Baumgartner Liendl | Tiri di rigore 4 – 5 | Kristensen Okafor Kjærgaard Aaronson Solet |